# Karl von Brauchitsch (General, 1780)
Karl Otto Friedrich Ludwig von Brauchitsch (* 8. Dezember 1780 in Marienwerder; † 12. Dezember 1858 in Berlin) war ein preußischer General der Kavallerie.

## Leben

### Herkunft
Seine Eltern waren der preußische Landstallmeister der Kurmark Carl von Brauchitsch (1755–1839) und dessen erste Ehefrau Juliane, geborene von Wobeser (1759–1794). Sein Vater war Erbherr von Wensöwen, Sidden (Kreis Oletzko) und Chogow (Kreis Strasburg, Westpreußen). Sein Bruder Eduard war General der Infanterie.

### Militärlaufbahn
Brauchitsch besuchte die Friedrich-Wilhelm-Schule in Neu-Ruppin und trat im Juli 1795 als Standartenjunker in das Kürassierregiment „von der Marwitz“ der Preußischen Armee ein. Als Sekondeleutnant nahm er während des Ersten Koalitionskrieges an der Schlacht bei Auerstedt und auf dem Rückzug am Gefecht bei Ratzeburg sowie an der Verteidigung von Kolberg teil.
Nach dem Frieden von Tilsit wurde Brauchitsch am 28. August 1807 zunächst auf Halbsold gesetzt und in den Stab Blüchers versetzt. Am 20. März 1808 wurde er dem Regiment der Gardes du Corps aggregiert und am 19. September 1809 zum Premierleutnant befördert. Mitte Februar 1810 kam er als Adjutant zu General von Borstell, dem Brigadier der Brandenburgischen Kavallerie. Am 12. Oktober 1810 wurde er dort Stabsrittmeister, ging Mitte November 1811 mit Borstell nach Pommern und avancierte im Mai 1812 zum Rittmeister. Am 16. August 1813 wurde er zur Dienstleistung als Flügeladjutant zum König kommandiert, blieb aber weiter dem Garde du Corps aggregiert. Mit Patent vom 30. November 1813 folgte am 5. September 1813 seine Beförderung zum Major.
Während der Befreiungskriege kämpfte Brauchitsch in den Gefechten bei Hoyerswerda, Granges du Roi, Bar-sur-Aube und Arcis-sur-Aube, La Fere Champenoise sowie den Schlachten bei Kulm, Leipzig, Brienne und Paris. Für Hoyerswerder erhielt er das Eiserne Kreuz II. Klasse und für Paris das Kreuz I. Klasse. Zudem erhielt er am 5. Oktober 1814 das Ritterkreuz des Leopold-Ordens.
Am 29. März 1815 wurde er zum Flügeladjutant des Königs ernannt und am 3. Oktober 1815 zum Oberstleutnant befördert. Am 14. Juli 1818 bekam er den Charakter als Oberst und reiste mit dem König im Sommer nach Russland. Am 28. März 1819 wurde er zum Kommandeur der Gardes du Corps ernannt, am 5. April 1819 bekam er die Bestätigung als Flügeladjutant, wo er nun die Uniform der Gardes du Corps trug. Am 28. November 1826 beauftragte man Brauchitsch mit der Führung der 1. Garde-Kavallerie-Brigade. Unter Beförderung zum Generalmajor wurde er am 30. März 1829 zum Kommandeur dieses Großverbandes ernannt. In dieser Stellung erhielt Brauchitsch am 7. Januar 1834 den Sankt-Stanislaus-Orden I. Klasse und war ab dem 7. April 1835 zugleich auch Kommandant von Potsdam.
Anlässlich des Ordensfestes wurde ihm im Januar 1838 der Stern zum Roten Adlerorden II. Klasse mit Eichenlaub verliehen. Am 30. März 1838 wurde er zum Kommandeur der Kavallerie des Gardekorps ernannt. Am 8. Juni 1838 bekam er den Orden der Heiligen Anna I. Klasse mit Diamanten und Ende März des Folgejahres von preußischer Seite eine Prämie von 1000 Talern. Am 30. März 1840 wurde er zum Generalleutnant befördert. Am 26. September 1843 wurde ihm der Orden vom Weißen Adler verliehen. Am 15. Februar 1844 wurde er als General der Kavallerie mit 4000 Talern Pension in den Ruhestand versetzt.
Nach seiner Verabschiedung erhielt Brauchitsch am 15. August 1851 das Großkreuz des Guelphen-Ordens. Brauchitsch starb am 12. Dezember 1858 in Berlin und wurde am 15. Dezember 1858 in der Familiengruft in Potsdam beigesetzt.

### Familie
Er heiratete am 6. Mai 1818 Karoline von Calbo (1790–1823), Witwe des Friedrich Leopold Ferdinand Ernst von Karstedt (1788–1812). Diese hatte bereits einen Sohn, den späteren Abgeordneten Carl von Karstedt (1811–1888). Das Paar hatte mehrere Kinder:
- Wilhelm (1820–1884), Oberregierungsrat a. D. ⚭ Maria von Wilamowitz-Moellendorff (1831–1909)
- Julius (1821–1823)
- Gustav (1822–1873), preußischer Generalmajor

⚭ 1850 Emma von Brauchitsch (1824–1865)
⚭ 1869 Marie von Oertzen (1829–1892)